# NGC 1152
NGC 1152 este o galaxie lenticulară situată în constelația Eridanul. A fost descoperită în 10 noiembrie 1885 de către Lewis A. Swift. Se află la o distanță de 69,04 de megaparseci de Pământ.